# Alan Votson
Dr Alan Votson (engl. Alan Watson; 1933−2018) bio je škotski civilista, romanista, komparativista i pravni istoričar. Rođen je u (Hamiltonu, Škotska, 1933) a prva pravnička znanja stekao je na Univerzitetu u Glazgovu. Akademsku karijeru predavača započeo je u Oksfordu, gde je i doktorirao 1960. godine pod mentorstvom romaniste Dejvida Douba (engl. David Daube). Još nekoliko godina je bio profesor na Oksfordu, a potom se vratio u Glazgov kao profesor civilnog prava, da bi nakon toga više od decenije vodio Katedru za civilno pravo na Univerzitetu u Edinburgu. Godine 1980. prelazi na Univerzitet u Pensilvaniji, a univerzitetsku karijeru u SAD nastavlja na Univerzitetu u Džordžiji (engl. University of Athens, Georgia), gde i sada predaje.
Votson je napisao više od četrdeset knjiga, a svojim životnim delom smatra prevod celokupnih Justinijanovih Digesta na engleski jezik. Svetskoj javnosti je poznat i kao tvorac nove teorije o razvoju prava putem pravnih pozajmica, koja je objavljena u delu Legal Transplants - An Approach to Comparative Law.
Prilikom boravka na Pravnom fakultetu Univerziteta u Beogradu aprila 2005. godine, Pravni fakultet doneo je Odluku o osnivanju Fondacije Alan Votson. Tokom posete Beogradu 2004. godine dodeljen mu je počasni doktorat Univerziteta u Beogradu. Alan Watson Foundation preko Katedre za pravnu istoriju i pod predsedništvom prof. dr Sime Avramovića, jednom godišnje raspisuje konkurs sa temom “Legal Transplants and …”, pri čemu svaki put studenti dobijaju novi zadatak kroz koji se preispituje Votsonova teorija o pravnim pozajmicama. Nagrade se dodeljuju 27. januara svake godine, na Savindan.

## Spoljašnje veze
- Fondacija Alan Votson